# Битва під Льюїсом (1264)
Битва під Льюїсом (англ. Battle of Lewes, Льюїс, Сассекс) — одна з двох основних битв Другої війни баронів, що відбулась 14 травня 1264 року між військом Симона де Монфора, 6-го графа Лестер, та військом короля Англії Генріха III. В результаті битви король і його син, Едуард були захоплені у полон (короля полонив Гілберт де Клер). Де Монфор став фактичним правителем Англії.